# Sötét varázslatok kivédése
A sötét varázslatok kivédése a Harry Potter film- és könyvsorozat egyik tantárgya, amelynek keretében a roxfortos diákok megtanulják, hogyan védjék meg magukat az átkok, rontások ellen. Rövidített elnevezése SVK.
A Roxfortban köztudott, hogy ezt a tantárgyat senki sem tudja hosszabb ideig tanítani. A Harry Potter és a Félvér Herceg-ben Dumbledore azt mondja, Voldemort elátkozta a sötét varázslatok kivédése tanárok helyét, mert ő maga nem kaphatta meg az állást. Utóbb Rowling megerősítette az átok létezését, de egy másik interjúban azt is elárulta, hogy Voldemort halálával az átok hatását vesztette. A hetedik kötet vége és a tizenkilenc évvel később játszódó epilógus között a tantárgynak állandó tanára volt, és alkalomadtán Harry Pottert is meghívták előadást tartani.

## SVK tanárok a Roxfortban
- Albus Dumbledore 1910 – 1927[4]
- Galatea Merrythought több mint ötven évig tanította a tantárgyat, még Harry Potterék generációja előtt. (?- 1945)[1]
- Mógus professzor (Harry Potter és a bölcsek köve). Hagrid szerint remek koponya, de állandóan ideges, amióta a Fekete-erdőben vámpírokkal és a vasorrú bábával találkozott,[5] ám valójában Voldemort szállta meg a testét. A bölcsek kövéért vívott harcban pusztul el.[6] A sötét varázslatok kivédéséről inkább csak elméleti órákat tartott.[7]
- Gilderoy Lockhart (Harry Potter és a Titkok Kamrája). Az első órán kudarcot vall a kelta tündérmanók bemutatása során,[8] ezt követően nem használt élő szörnyeket az órán, hanem a saját könyveiből olvasott fel fejezeteket.[9] Egy visszacsapódó felejtőbűbáj miatt elveszítette memóriáját,[10] ezzel együtt az állását is. Azóta a Szent Mungo Varázsnyavalya- és Ragálykúráló Ispotályban kezelik.
- Remus Lupin (Harry Potter és az azkabani fogoly). Megtanítja az osztályt a mumusok ellen védekezni,[11] illetve tanultak a rőtsapkásokról, kappákról, kákalagokról és bicegócokról[12] Harryt különórákon megtanítja a dementorok ellen védekezni.[13] Vérfarkas mivolta miatt lemondott, mert félt, hogy a szülők nem fogadnák el, hogy egy vérfarkas tanítson a Roxfortban. Később a roxforti csatában veszti életét, feleségével, Nymphadora Tonksszal.[14]
- Ifj. Barty Kupor (Alastor Mordon képében) (Harry Potter és a Tűz Serlege). Mordon azután jelentkezett az SVK tanári állásra, hogy Lupin lemondott. A kastélyban az Azkabanból megszökött Barty Kupor felvette az alakját, az igazi Mordont pedig saját ládájába zárta.[15] A diákokkal megismertette a főbenjáró átkokat.[16]
- Dolores Umbridge (Harry Potter és a Főnix Rendje). A Mágiaügyi Minisztérium küldötteként foglalta el az állást. Csak a defenzív mágia elméletét oktatta,[17] ezért az elégedetlen diákok Harry Potter vezetésével titokban gyakorolták a védekezést.
- Perselus Piton (Harry Potter és a Félvér Herceg). Az iskolában nyílt titok volt, hogy nagyon szeretné, ha felkérnék az SVK oktatására, és nem titkolta féltékeny rosszindulatát az SVK-tanárok ellen.[18] A hatodik rész elején a főszereplő és Albus Dumbledore elutaznak egy bizonyos Horatius Lumpsluck nevezetű professzorhoz, akit Dumbledore megkér, hogy a Roxfortban tanítson. Harry Potter örül, hogy majd ő lesz a sötét varázslatok kivédése új tanára, de ehelyett bájitaltan-tanárnak nevezik ki, így Perselus Piton megkapja azt a helyet, amire rég vágyott: az SVK-tanári posztot.[19] Első óráján a nonverbális varázslatok kivédését tanítja.[20] A roxforti csatában Voldemort kígyója, Nagini sebzi halálra.[21]
- Amycus Carrow (Harry Potter és a Halál ereklyéi), halálfaló.[22] Ő inkább csak sötét varázslatokat tanított, köztük a Cruciatust. Szerette bántalmazni a gyerekeket. Amikor megsérti McGalagony tanárnőt, Harry elbánik vele.[23]